# De Aquí a la Luna
De Aquí a la Luna es una editorial cultural mexicana fundada en Tuxtla Gutiérrez, Chiapas, dirigida por David Escobar Moreno. Inició como un proyecto de revista cultural con el apoyo de Fernando Ortiz Carrasco; se integró al Movimiento Ciudadano por la Cultura, A.C. y al Instituto de Arte y Cultura Candox, A.C., asociaciones que promueven y fomentan la cultura en el estado de Chiapas, México de manera altruista, por lo que la revista participó en eventos culturales como ferias de libros, festivales, presentaciones de autores y aún continúa en la promoción de la lectura en parques y museos. Como revista, apareció por primera vez en agosto de 2012 con su versión impresa y en diciembre de ese mismo año se restringió al formato digital. Se caracteriza por presentar en cada edición mensual, colaboraciones de autores ubicados en distintas partes del mundo, como Argentina o España y con diversas temáticas que son abordadas por los colaboradores desde diferentes puntos de vista. La portada se enfocó a la música, donde se promovió la imagen artística de intérpretes y compositores nacionales y extranjeros, mientras que en el interior de sus páginas se incluían artículos de crítica, opinión, crónica, entretenimiento y literatura. Cada edición mensual además hacía referencia a poesía de autores mexicanos, dando énfasis a poetas chiapanecos como Jaime Sabines, Rosario Castellanos, Raúl Garduño, Juan Bañuelos, entre otros más.

## Historia
La idea de una revista cultural en Chiapas, surgió con el fin de promocionar el arte y la cultura en un medio impreso y digital, que se distribuyera de manera gratuita, permitiendo ser un canal de difusión cultural para todas las edades y accesible a la mayoría de los sectores sociales.
Inicialmente el Consejo editorial estuvo conformado por Carlos Enrique Cruz Durán, catedrático universitario y asesor jurídico, acompañado de Melissa López Landa, quien en ese entonces cursaba la licenciatura en Letras latinoamericanas en la Universidad Iberoamericana y su cofundador Fernando Ortiz Carrasco. Entre el 2012 y finales del 2013 se publicaron 14 ediciones y desde sus inicios se brindó la oportunidad a artistas e intelectuales talentosos de publicar sus obras sobre temas culturales, con énfasis en la literatura, la historia, la política, el cine la gastronomía y las artes.
En el año 2014 la revista tuvo que cerrar sus ediciones y entonces su fundador, David Escobar Moreno, inició la tarea de crear la editorial, para ayudar a los escritores a realizar las maquetaciones, ediciones y publicación impresa de sus libros. Todo ello como una tarea más de altruismo que por generar un negocio; a pesar de pretender que esta organización fuera algo pequeño, pero a la vez selecta y profesional, la cantidad de títulos y autores ha crecido y ganado terreno.

## Colaboradores
En De Aquí a la Luna han colaborado numerosos escritores, periodistas y artistas, desde su primera edición han publicado sus obras: Marco Antonio Orozco Zuarth, Óscar Wong, Ana Colchero, Karina Degenaro, Emilio Parra, Alejandra Ricardez, Álvaro Ramírez Laguna, Melissa López Landa, Carlos Enrique Cruz Durán, Eugenio Cifuentes, Fernando Trejo, Jorge Ever González Domínguez, Luis Enrique Moscoso, Marcelo Scatolon, Ana Lilián Ramos Sosa, "Ate Ople" (seudónimo), entre muchos otros.

## Reconocimientos y becas
La editorial De Aquí a la Luna concursó en el Programa de Apoyo a las Culturas Municipales y Comunitarias (PACMyC). El cual está orientado a desarrollar la cultura de comunidades y municipios a grupos, colectivos, mayordomías, cofradías, consejos de ancianos, creadores y especialistas en los ámbitos del Patrimonio Cultural Inmaterial.
2015: Chiapas Con Sentido Libro donde se compilan entrevistas a personalidades del ámbito social, cultural, artístico, político, empresarial, entre otros sectores, sobre su punto de vista de Chiapas y su entorno.

## Entrevistas
Las entrevistas se publican en el interior de la revista y generalmente son dos: el artista de portada y la personalidad del mes. Estas entrevistas son exclusivas para la revista y buscan obtener los puntos de vista de los personajes, sobre la sociedad, política, economía, educación y el comercio, entre otros temas relevantes.
Portada (música):
- Edición 1, agosto/2012: Fernando Delgadillo
- Edición 2, octubre/2012: César Gandy
- Edición 3, enero/2013: Susana Zabaleta
- Edición 4, febrero/2013: Chavela Vargas (remembranza)
- Edición 5, marzo/2013: David Filio y Sergio Félix de Mexicanto
- Edición 6, abril/2013: Gabriela Fernández
- Edición 7, mayo/2013: Botellita de Jerez/Francisco Barrios “El Mastuerzo”
- Edición 8, junio/2013: Abraham Coutiño
- Edición 9, julio/2013: Irma Serrano “La Tigresa”
- Edición 10, agosto/2013: Líber Terán
- Edición 11, septiembre/2013: Madame Récamier
- Edición 12, octubre/2013: Astrid Hadad
- Edición 13, noviembre/2013: Eduardo Peregrino, fundador del Cuarteto Vendaval
- Edición 14, diciembre/2013: Valgur
- Edición 15, enero/2014: Andrea Básef
- Edición 16, febrero/2014: Raúl Diblasio
- Edición 17, marzo/2014: Alejandro Filio
- Edición 18, abril/2014: Olga Lidia Aquino
- Edición 19, mayo/2014: Francisco Riveros
- Edición 20, junio/2014: Harp Twins (Camille y Kennerly, artistas canadienses)
- Edición 21, julio/2014: Ruido Rosa
- Edición 22, agosto/2014: Pablo Milanés
- Edición 23, septiembre/2014: Gustavo Ceratti (en homenaje luctuoso)
- Edición 24, octubre/2014: Andrés Ramos
- Edición Especial 2015: Abraham Coutiño (gira en Japón)
- Edición Especial 2016: Eraclio Zepeda

En el interior (personalidades):
- Edición 1: Lola Montoya, Actriz, productora y escritora de teatro.
- Edición 2: Marina Arias Albores, Presidenta del Consejo Coordinador Empresarial.
- Edición 3: Doris Pérez Solís, Secretaria de Turismo del estado de Chiapas.
- Edición 4: François Brunelle, fotógrafo canadiense.
- Edición 5: Pablo Menichetti, investigador y escritor peruano.
- Edición 6: Víctor Trujillo, comunicador.
- Edición 8: Carlos Fazio, escritor.
- Edición 9: Eraclio Zepeda, escritor.
- Edición 10: Guadalupe Bautista, presidenta del Instituto de Arte y Cultura Candox, A.C.
- Edición 11: Luis Rincón, escritor.
- Edición 12: Ana Colchero, escritora.
- Edición 13: Manuel Sánz y Óscar Chamorro, productores musicales.
- Edición 14: Roberto Fuentes, escritor.
- Edición 15: Fabiola Kun, promotora de la iniciativa Café pendiente.
- Edición 16: Eugenio Cifuentes, cronista y escritor.

En el año 2014 evolucionamos como Editorial, a través de la cual apoyamos a los autores independientes para publicar sus obras literarias a bajos costos y con la mejor calidad. A través de la editorial se han publicado los siguientes libros y revistas:
- 2015 — Chiapas Con-Sentido. Antología de Entrevistas. Autor: David Escobar Moreno (PACMYC 2015).
- 2016 — Una ola de estremecido rencor. Vida de Ernesto Guevara de la Serna (Che). Biográfico. Autor: David Escobar M.
- 2017 — Preludio a su evolución interior. Autores: José Roldán Toriz, Evelkia Chávez Quiñones, José Rubén Cruz Aguilera.
- 2017 — Jiquipilas en el tiempo: patrimonio cultural. Monografía. Autor: Magín Iván Flores Chacón
- 2018 — El año que se fue, crónica. Autora: Sara Isabel Martínez Rincón
- 2018 — El Sombrerón. Cuentos tradicionales- Autor: Roberto Fuentes Cañizales.
- 2018 — La Crónica: Testimonio de vida y Las campanadas. Crónica ganadora del Primer Lugar Nacional. Autor: Magín Iván Flores Chacón
- 2018 — La Ley en acción. Fundamentos de Administración Pública. Autor: Roberto Fuentes Cañizales.
- 2019 — Décimo séptimo Encuentro Estatal de Cronistas del Estado de Chiapas e invitados nacionales. Memoria.
- 2019 — Chiapas: La revolución fallida «Un movimiento armado e inconcluso». Novela histórica. Autor: Gerardo Solar Hernández.
- 2019 — Amor entre balas. Novela histórica. Autor: Magín Iván Flores Chacón
- 2019 — El tesoro del Coronel Dambrini. Novela histórica. Autor: Gerardo Solar Hernández.
- 2020 — Tercer Antología de poesía, cuento, crónica y ensayo. Autores: integrantes de la Asociación de Escritores de Tapachula.
- 2021 — Destellos de Luz en la oscuridad, el Legado. Biográfico. Autora: Silvia Iris Pérez Mendoza
- 2021 — Lo que ellas tejieron. Antología. Narrativa y poesía. Autoras: integrantes de la Asociación Tejedoras de vida en Tapachula
- 2022 — Después de ti. Poesía. Autor anónimo
- 2023 — Un suceso inesperado. Biográfico. Autora: Elvia Velasco Méndez.